# Geneviève Guinchard
Geneviève Guinchard (7 febbraio 1940) è un'ex cestista francese.

## Carriera
Con la Francia ha disputato due edizioni dei Campionati mondiali (1964, 1971) e cinque dei Campionati europei (1964, 1966, 1968, 1970, 1972).